# Pile ou Face (film, 1980)
Pour les articles homonymes, voir Pile ou face (homonymie).
Pour plus de détails, voir Fiche technique et Distribution.
Pile ou Face est un film policier français réalisé par Robert Enrico, sorti en 1980.

## Synopsis
À Bordeaux, l'inspecteur Baroni enquête sur la mort d'une femme, Mme Morlaix, tombée de la fenêtre de son appartement après une dispute avec son mari. Persuadé de la culpabilité de celui-ci, Baroni, dans un climat évoquant Simenon, s'acharne à vouloir le faire avouer, en dépit de l’hostilité croissante de son supérieur et malgré la sympathie qu'il ressent pour le veuf. L'affaire est rapidement classée alors qu'une affaire de trafic de drogue secoue la ville.

## Fiche technique
- Titre : Pile ou Face
- Réalisateur : Robert Enrico assisté de Claire Denis
- Scénario : Michel Audiard et Gary Graver (sous le pseudonyme de Robert McCallum) d'après le roman Suivez le veuf d'Alfred Harris
- Décors : Jean-Claude Gallouin
- Image : Didier Tarot
- Montage : Patricia Nény
- Production : Georges Cravenne
- Musique : Lino Léonardi
- Genre : policier
- Durée : 105 minutes
- Date de sortie : 13 août 1980
- Affiche : René Ferracci (France)

## Distribution
- Philippe Noiret : l'inspecteur Louis Baroni
- Michel Serrault : Édouard Morlaix
- Dorothée : Laurence Bertil
- Guilhaine Dubos : Michèle, la fille de Baroni
- Bernard Le Coq : Philippe, le gendre de Baroni
- Fred Personne : le policier ami de Baroni
- André Falcon : Lampertuis, supérieur de Baroni
- Pierre Arditi : Pierre Larrieu
- Jean Desailly : Bourgon-Massenet, directeur de la police
- Gaëlle Legrand : Zepp
- Antoinette Moya : Mme Morlaix
- Jacques Maury : l'avocat
- Jacqueline Doyen : la belle-sœur de Morlaix

## Autour du film
Le titre du film est inspiré du nom du chien de Georges Cravenne dont c'était la première production. Il avait découvert l'année précédente le roman Suivez le veuf que lui avait fait lire Bertrand Javal, producteur exécutif du film.
Tout au long du film, Morlaix (Michel Serrault) fait longuement mention de l'île de Talua où il rêve d'aller vivre. C'est sur cette petite île fictive du Pacifique que se déroulait en 1961 l'intrigue du film Le Diable à quatre heures de Mervyn LeRoy, avec notamment Spencer Tracy et Frank Sinatra dans les rôles principaux.
On voit l'atterrissage d'un Boeing 747 à l'aéroport de Mérignac (on voit l'usine Dassault en arrière-plan) censé représenter l'arrivée d'un vol Air France "Genève-Bordeaux". Aucun vol court-courrier n'est réalisé avec ce type d'aéronef.
Un faux-raccord existe, après la mise à la retraite du flic Noiret, lors de la course poursuite en voiture, car Philippe Noiret rentrant chez lui, prend un virage dans le bas-Lormont, alors que sa maison est située de l'autre côté du fleuve.

## Citations
– Baroni : « On devient pas flic. On finit flic.

– Laurence : C'est pas déshonorant.

– Baroni : Ça devrait pas l'être non. Au début, j'étais même assez fier. Seulement, petit à petit, la politique nous a mis le grappin dessus, et, du service de l'État, on est passé au service du Pouvoir — et ça, mon petit, c'est pas la même chose. Remarquez, c'est pareil dans tous les pays du monde, mais c'est pas ça qui me console. Alors à force de faire des sales trucs, on est devenu des sales flics. »
– Baroni : « Aaah ! Le pâté en croûte du dimanche ! Tu t'es trompée de jour, on n'est pas dimanche ! Ta mère, elle...

– Sa fille : Oh ! Je ne le fais pas aussi bien qu'elle... Il doit y avoir un secret...

– Baroni :  Un secret... Comme le hachis parmentier ou le bœuf en gelée.

– Sa fille : Avoue qu'elle te manque...

– Baroni :  Aux heures des repas. »
- Baroni :  « La justice, docteur, c'est comme la Sainte Vierge : si elle n'apparaît pas de temps en temps, le doute s'installe. »
- Baroni : « Elle avait de beaux seins votre femme . »

- Morlaix : « Oui mais sa tête était pas terrible. »

- Baroni : « Moi c’était l’inverse. »

## Lieux de tournage
- Bordeaux : ancien Hôtel de Police, rue Castéja, Port de la Lune
- Pessac : discothèque Le Pacha
- Villetaneuse : crématorium des Joncherolles.
- Mérignac : Aéroport
- Macau : 141 chemin du Bord de l'eau. On reconnait la maison censée être habitée par Philippe Noiret, qui est reconnaissable aux deux guérites en bordure de fleuve. La centrale thermique d'Ambès, visible dans le film, de l'autre côté de la Garonne, a été détruite depuis le tournage.
- Lormont : Après la mise à la retraite de Philippe Noiret, on voit sa voiture prendre un virage dans le quartier du Bas Lormont - devant le restaurant-brasserie toujours active (on voit le Pont d'Aquitaine en haut de l'image). La place a été remaniée depuis.